# زیردریایی آلمانی یو-۹۹۵
زیردریایی آلمانی یو-۹۹۵ (به انگلیسی: German submarine U-995) یک زیردریایی بود. این زیردریایی در سال ۱۹۴۳ ساخته شد.